# 하비브 디알로
무하마두 하비부 "하비브" 디알로(프랑스어: Mouhamadou Habibou "Habib" Diallo, 1995년 6월 18일 ~ )는 세네갈의 축구 선수이다. 그의 포지션은 공격수로, 현재 사우디 프로페셔널리그의 알샤바브에서 활약하고 있다.

## 클럽 경력

### 메스
2015년 여름, 디알로는 메스의 1군으로 승격되었다. 그는 1군 데뷔 시즌에 17경기에 출전하여 9골을 득점하였다. 그는 2016-17 시즌에 19경기에 출전해 1골을 기록했다. 2017년 1월, 그는 남은 시즌 동안 브레스투아로 임대되었다. 디알로는 브레스투아에서 16경기에 출전해 7골을 넣으며 성공적인 시즌을 보냈다. 2017년 여름, 그는 장마르크 퓌를랑 감독의 브레스투아로 재임대되었다. 그는 리그 2에서 34경기에 출전해 9골을 기록했고, 브레스트는 리그 5위를 차지했다.
임대에서 복귀한 후, 디알로는 메스에서 성공적인 시즌을 보내며 리그 2 우승에 기여했고, 37경기에 출전해 26골을 넣었지만, 득점왕 경쟁에서 디알로의 전 소속팀 브레스투아에서 27골을 기록한 가에탕 샤르보니에에 밀렸다. 디알로는 메스의 6명의 동료들과 함께 UNFP 리그 2 올해의 팀에 선정되었다.
디알로는 리그 1에 복귀하여, 처음 8경기에서 6골을 넣었다. 1월 이적 시장에서, 그는 관심을 받았고, 프리미어리그의 첼시로부터 제의를 받았으나, 이적이 성사되지 않았다. 리그 1이 코로나19 범유행으로 인해 2020년 3월에 중단될 때까지, 디알로는 메스가 15위를 차지하는 동안 12골을 넣었다.

### 스트라스부르
2020년 10월 5일, 디알로는 스트라스부르와 5년 계약을 맺고 이적하였다.

## 국가대표팀 경력
디알로는 2018년 11월 17일, 적도 기니와의 아프리카 네이션스컵 예선 경기에서 55분에 음바예 니앙과 교체 투입되어 세네갈 대표팀 데뷔전을 치렀다.

## 수상 내역
메스
- 리그 2: 2018–19[10]

세네갈
- 아프리카 네이션스컵: 2021[11]

개인
- UNFP 리그 2 올해의 팀: 2018–19[5]
- UNFP 리그 2 이달의 선수: 2018년 8월[12]